# The Karate Killers
The Karate Killers (bra: A Quadrilha do Karatê) é um filme estadunidense de 1967, dos gêneros ação e espionagem, dirigido por Barry Shear, estrelado por Robert Vaughn e David McCallum, e co-estrelado por Curt Jurgens, Herbert Lom, Telly Savalas, Terry-Thomas, Leo G. Carroll e Joan Crawford.
A produção é a versão cinematográfica do episódio de duas partes "The Five Daughters Affair", da terceira temporada de "The Man from U.N.C.L.E.". Os episódios foram originalmente transmitidos nos Estados Unidos em 31 de março de 1967 e 7 de abril de 1967, na NBC. Foi o sexto longa-metragem que teve como base uma versão reeditada de um ou mais episódios da série.

## Sinopse
Os agentes da U.N.C.L.E. Napoleon Solo (Robert Vaughn) e Illya Kuryakin (David McCallum) viajam pelo mundo na tentativa de rastrear uma fórmula secreta que foi dividida em quatro partes, cada uma deixada para uma das quatro filhas de um cientista moribundo, todas morando em países diferentes. Randolph (Herbert Lom), agente da THRUSH – a agência de inteligência secreta rival – também em busca da fórmula, é auxiliado por seus capangas experientes em karatê na busca incessante pelas quatro partes da fórmula espalhadas pelo mundo.

## Elenco
- Robert Vaughn como Napoleon Solo
- David McCallum como Illya Kuryakin
- Curt Jurgens como Carl von Kessen
- Herbert Lom como Randolph
- Telly Savalas como Conde Valeriano De Fanzini
- Terry-Thomas como Policial
- Leo G. Carroll como Alexander Waverly
- Joan Crawford como Amanda True
- Kim Darby como Sandy True
- Diane McBain como Condessa Margo De Fanzini
- Jill Ireland como Imogen Smythe
- Danielle De Metz como Yvonne
- Jim Boles como Dr. Simon True
- Irene Tsu como Reikko
- Rick Traeger como Atendente de Hotel
- Julie Ann Johnson como Garota da U.N.C.L.E.
- Sharyn Hillyer como Garota da U.N.C.L.E.
- Dick Crockett como Assassino do Karatê
- Paul Baxley como Assassino do Karatê

## Produção
Os quatro primeiros longas-metragens U.N.C.L.E. trouxeram mudanças e adições significativas aos episódios dos quais foram extraídos. Este filme, como a produção anterior ("The Spy in the Green Hat", do mesmo ano), trouxe mudanças relativamente mínimas nos episódios seguintes. Nenhuma cena importante foi adicionada ou removida, mas vários cortes foram feitos para encaixar os episódios no tempo de execução do filme, e as melodias e músicas que acompanhavam os momentos de ação do filme foram alteradas.
Também foram alteradas algumas cenas curtas, que se tornaram mais violentas ou sensuais do que as que eram geralmente mostradas na rede de televisão estadunidense na época. Por exemplo, os cadáveres de personagens mortos são mostrados com os olhos fechados no episódio de televisão; no filme, seus olhos estão abertos e a morte de um deles é mais brutal. Em algumas cenas de luta, a versão do filme contém sequências mais violentas em relação aos episódios (por exemplo, um rosto ensanguentado no bar de Londres, e maior violência no templo japonês). A nudez inicial de Margo De Fanzini é vista em ambas as versões, mas é mais pronunciada no filme.
Outras mudanças foram feitas aparentemente por nenhum motivo além de estético ou artístico. Por exemplo: há uma cena que é essencialmente idêntica tanto no episódio quanto no filme, mas enquanto no episódio uma garota japonesa chama Sandy True de "criança", no filme a mesma garota a chama de "pequenininha".
Assim como "One of Our Spies Is Missing" (1966), o filme também exigia uma nova trilha sonora (por Gerald Fried) devido ao fato de "The Five Daughters Affair" possuir músicas de outros episódios.

## Mídia doméstica
Os episódios foram originalmente transmitidos nos Estados Unidos em 31 de março de 1967 e 7 de abril de 1967, na NBC. Em 2 de novembro de 2011, o filme foi lançado em DVD pela Warner Archive Collection.

## Trilha sonora
A música "Come on Down to My Boat", da banda Every Mother's Son, que alcançou a 6.ª posição nas paradas da Billboard em julho de 1967, é usada tanto nos créditos de abertura quanto em uma boate de Londres, quando uma briga começa. A versão televisionada da história contava apenas com a banda cantando na boate, e as sequências da banda tocando a música nos créditos finais do filme eram simplesmente cópias da cena anterior.